# Juan Carlos Garrido Fernández
 Juan Carlos Garrido Fernández (Valencia, 29 de marzo de 1969) es un entrenador de fútbol español. Actualmente dirige al Al-Ittihad de la Liga Premier de Libia.

## Trayectoria

### El Puig CF
Fue durante cinco temporadas entrenador del El Puig CF, donde disputó dos promociones de ascenso y se proclamó subcampeón en Regional Preferente.

### Villarreal CF "B"
Una vez conformado el Villarreal C. F. "B", se sentó en el banquillo y logró el ascenso a Tercera División, donde también disputó una promoción de ascenso. En 2008 le tocó hacerse cargo nuevamente del filial, tras la rescisión del contrato de Juan Carlos Oliva, y consiguió la permanencia en el primer año en Segunda B. Posteriormente, Juan Carlos Garrido lideró el histórico ascenso del Villarreal B a la Segunda División, donde se convirtió en el equipo revelación de la temporada.

### Villarreal CF
El 1 de febrero de 2010, se hizo cargo del primer equipo del Villarreal C. F., en reemplazo del destituido Ernesto Valverde. Su primer partido en Primera División fue el 7 de febrero de 2010, cuando el Villarreal perdió 1-0 ante el R. C. D. Mallorca. Una semana más tarde, el 13 de febrero, logró su primera victoria ganado 2-1 al Athletic Club. Finalmente, el equipo castellonense acabó la Liga en séptima posición, lo que le daba derecho a jugar la UEFA Europa League. El técnico había renovado poco antes su contrato con el club.
En la temporada 2010-11, logró llevar al Villarreal hasta la cuarta posición en Liga y las semifinales de la Europa League en una gran temporada para el equipo amarillo.
En diciembre de 2011, el Consejo de Administración del Villarreal decidió prescindir de los servicios de Garrido, debido a la eliminación en la Copa del Rey y a la mala trayectoria en Liga: sólo 3 victorias en 16 jornadas y hundido en la posición 17.ª, con los mismos puntos del primer equipo en descenso.

### Club Brujas KV
Casi un año después, en noviembre de 2012, volvió a los banquillos de la mano del Club Brujas K. V. de Bélgica. Tres meses después de su fichaje, el técnico valenciano prolongó su contrato con la entidad belga. En la temporada 2012-13, acabó la Jupiler League en tercera posición después de haber cogido al equipo en la octava plaza y peleó por el título hasta la penúltima jornada del "play-off", en el que hizo el récord de puntos del Club Brujas. En la 2013-14, empezó la liga con 4 victorias y 2 empates. Fue destituido el 19 de septiembre de 2013, con el Club Brujas invicto en la Jupiler League.

### Real Betis
El 2 de diciembre de ese mismo año, fue contratado como nuevo técnico del Real Betis Balompié, relevando a Pepe Mel. El 19 de enero de 2014, tras poco más de un mes como entrenador verdiblanco, fue destituido tras perder 0-5 contra el Real Madrid.

### Al-Ahly SC
El 8 de julio de 2014, fue presentado por el Al-Ahly. El 15 de septiembre del mismo año consigue su primer título como profesional al ganar la Supercopa de Egipto en la tanda de penaltis ante el Zamalek SC. Dos meses después ganaría otro campeonato, la Copa Confederación. Fue cesado en sus funciones el 4 de mayo de 2015, tras la eliminación en la Liga de Campeones de África.

### Al-Ettifaq
En noviembre de 2016, se incorporó al Al-Ettifaq Dammam, sexto clasificado del campeonato saudí; siendo destituido en febrero de 2017 tras una serie de malos resultados (3 victorias, 3 empates y 6 derrotas).

### Raja Casablanca
En julio de 2017, firmó por el Raja Casablanca de Marruecos por un año. En su primera temporada, consigue acabar con una sequía de 4 años del club, logrando la victoria en la Copa del Trono tras vencer en la final al Difaa El Jadida por 3-1 en los penaltis, tras acabar el tiempo reglamentario con empate a 1. En enero de 2019, fue cesado en sus funciones.

### Al-Ain FC
El 18 de febrero de 2019, fichó por el Al-Ain F. C., al que entrenó hasta el 31 de mayo de 2019.

### Étoile du Sahel
El 19 de noviembre de 2019, se convirtió en el nuevo técnico del Étoile du Sahel. Apenas permaneció 3 meses en el cargo, puesto que se desvinculó del club el 10 de febrero de 2020.

### Wydad AC
El 25 de febrero de 2020, se incorporó al Wydad A. C. de Marruecos. El 10 de septiembre, rescindió su contrato de mutuo acuerdo con el club.

### CD Castellón
El 13 de enero de 2021, firmó con el C. D. Castellón de España, lo que supone la vuelta de Garrido al fútbol nacional tras 7 años. Inicialmente, logró mejorar los resultados de su predecesor en el banquillo albinegro, pero una mala racha de 3 derrotas consecutivas acabó provocando su cese el 21 de mayo.

### Ismaily SC
El 20 de septiembre de 2022, fichó por el Ismaily S. C. de la Primera División de Egipto. El 9 de diciembre de 2022, fue destituido como entrenador del conjunto egipcio.

### Wydad AC
El 26 de febrero de 2023, inició su segunda etapa en el Wydad Athletic Club. El 5 de mayo de 2023, fue destituido de su puesto debido a un bajo rendimiento a juzgar por la afición.

### USM Alger
El 17 de octubre de 2023, firma por el USM Alger de la Championnat National de Première Division.

### Persépolis
El 25 de junio de 2024, fue anunciado como entrenador del Persépolis por una temporada.El 24 de diciembre, fue despedido de su cargo después de perder tres de sus últimos cuatro partidos dirigidos.

### Al-Ittihad
El 8 de enero de 2025, asumió al frente del Al-Ittihad.

## Clubes
| Club                   | País                   | Año                 |
| ---------------------- | ---------------------- | ------------------- |
| El Puig Club de Fútbol | España                 | 1993-1998           |
| C. D. Onda             | España                 | 1998-1999           |
| Villarreal C. F. "B"   | España                 | 2002 2004 2008-2010 |
| Villarreal C. F.       | España                 | 2010-2011           |
| Club Brujas KV         | Bélgica                | 2012-2013           |
| Real Betis Balompié    | España                 | 2013-2014           |
| Al-Ahly                | Egipto                 | 2014-2015           |
| Al-Ettifaq Dammam      | Arabia Saudita         | 2016-2017           |
| Raja Casablanca        | Marruecos              | 2017-2019           |
| Al-Ain F. C.           | Emiratos Árabes Unidos | 2019                |
| Étoile du Sahel        | Túnez                  | 2019-2020           |
| Wydad A. C.            | Marruecos              | 2020                |
| C. D. Castellón        | España                 | 2021                |
| Ismaily S. C.          | Egipto                 | 2022                |
| Wydad A. C.            | Marruecos              | 2023                |
| USM Alger              | Argelia                | 2023-2024           |
| Persépolis             | Irán                   | 2024                |
| Al-Ittihad             | Libia                  | 2025-presente       |

## Palmarés

### Campeonatos nacionales
| Título              | Club            | País      | Año  |
| ------------------- | --------------- | --------- | ---- |
| Supercopa de Egipto | Al-Ahly         | Egipto    | 2014 |
| Copa del Trono      | Raja Casablanca | Marruecos | 2017 |

### Campeonatos internacionales
| Título                       | Club            | País      | Año  |
| ---------------------------- | --------------- | --------- | ---- |
| Copa Confederación de la CAF | Al-Ahly         | Egipto    | 2014 |
| Copa Confederación de la CAF | Raja Casablanca | Marruecos | 2018 |